# Blindheit

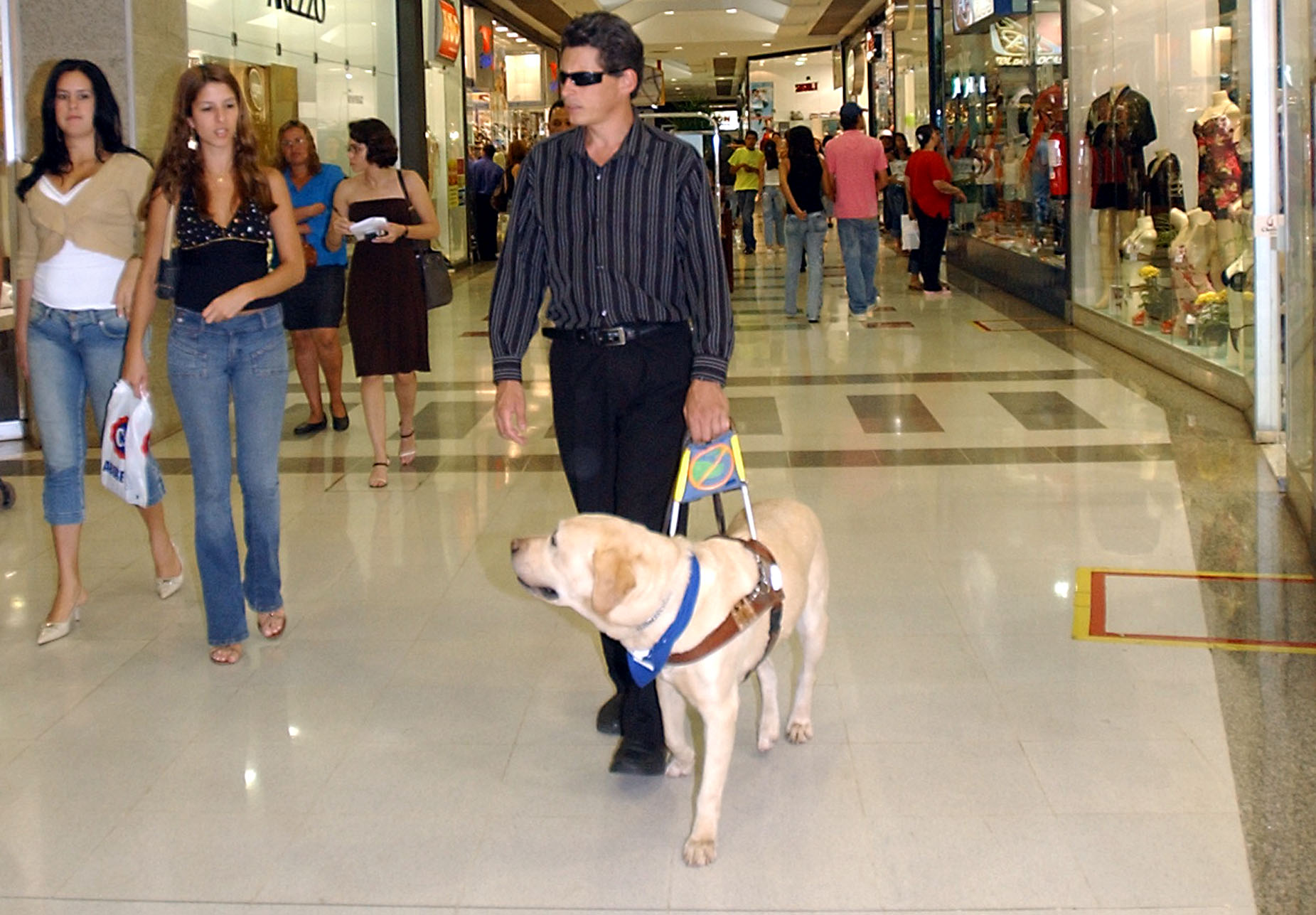
Blinder Mann mit seinem Blindenführhund

Unter Blindheit versteht man die ausgeprägteste Form einer Sehbehinderung mit gänzlich fehlendem oder nur äußerst gering vorhandenem visuellen Wahrnehmungsvermögen eines oder beider Augen. Sie kann angeboren (Geburtsblindheit) oder erworben sein. Die Aussichten auf eine Verbesserung oder gar Heilung sind, abhängig von Krankheitsbeginn, Ursachen und – insbesondere in Ländern der „Dritten Welt“ – generell dem Zugang zu entsprechenden Behandlungsangeboten, gering. Davon abgesehen gibt es eine Reihe von Erkrankungen, für die es keinen wirksamen therapeutischen Ansatz gibt und die deshalb als unheilbar gelten. Wenn eine Blindheit beide Augen betrifft, ist sie eine schwere Behinderung, bei der nach deutscher Gesetzgebung grundsätzlich ein Anspruch auf Beihilfe in Form von Blindengeld besteht. Er wird im jeweiligen Landesblindengeldgesetz oder als Blindenhilfe im Sozialgesetzbuch (SGB XII § 72) geregelt.

## Definitionen
| Behinderungsgrad                                                                              | Sehrest auf dem jeweils besseren Auge (mit optimaler Korrektur) |
| --------------------------------------------------------------------------------------------- | --------------------------------------------------------------- |
| blind                                                                                         |                                                                 |
| Visus bis höchstens 0,02 oder Röhrengesichtsfeld bis höchstens 5° oder abgestufte Mischformen |                                                                 |
| hochgradig sehbehindert                                                                       | Visus zwischen 0,02 und 0,05                                    |
| sehbehindert                                                                                  | Visus zwischen 0,05 und 0,3                                     |

In Deutschland gilt nach den gesetzlichen Bestimmungen und Versorgungsrichtlinien eine Person als blind, wenn ihre Sehschärfe auf dem besseren Auge auch mit optimaler Brillen- oder Kontaktlinsenkorrektur höchstens 1/50 = 0,02 beträgt (etwas irreführend als „2 % oder weniger“ bezeichnet) oder wenn andere dauerhafte Störungen des Sehvermögens vorliegen, die dieser Beeinträchtigung gleichzusetzen sind. Nach Aussage der Deutschen Ophthalmologischen Gesellschaft (DOG) gilt dies beispielsweise für die konzentrische Einschränkung der äußeren Gesichtsfeldgrenzen auf höchstens 5 Grad (Röhrengesichtsfeld). Nicht zur Blindheit in diesem Sinne gehören die Farbenblindheit (Achromatopsie) und die Nachtblindheit (Hemeralopie).
Zur Veranschaulichung: Eine Sehschärfe (Visus) von 1/50 = 0,02, die die Grenze zur Blindheit mit Anspruch auf Blindengeld darstellt, bedeutet, dass die gerade lesbaren Sehzeichen das 50fache der Referenzgröße von 5 Sehwinkelminuten haben. Dies sind 4,17 Sehwinkelgrad, was einer Schriftgröße von 2,2 cm bei 30 cm Leseentfernung entspricht.
Eine Reduktion der Sehschärfe auf weniger als 0,3 auf dem besseren Auge wird als Sehbehinderung bezeichnet. Als hochgradig sehbehindert gilt, wer auf dem besser sehenden Auge mit optimaler Korrektur lediglich eine Sehschärfe von nicht mehr als 1/20 = 0,05 besitzt.
Die Definition von Blindheit oder Sehbehinderung erfolgt im juristischen Sinne immer unter Bezugnahme auf die betroffene „Person“ und nicht auf das Auge als „Organ“. Sehbehinderungen, hochgradige Sehbehinderungen und Blindheit können demgegenüber mit den jeweils genannten Grenzwerten auch einseitig – bei normalem visuellem Leistungsvermögen des gesunden Auges – auftreten. Dies führt zwar unter medizinischen Gesichtspunkten zu einer einäugigen (monokularen) Sehbehinderung oder Blindheit, die betreffende Person gilt im juristischen Sinne jedoch nicht als blind oder sehbehindert, sodass hier in der Annahme eines ausreichenden Orientierungsvermögens trotz praktischer Einäugigkeit auch kein Anspruch auf Versorgungsleistungen besteht. Es kann aber durchaus ein Anrecht auf einen Grad der Behinderung nach der Versorgungsmedizin-Verordnung bestehen. 

## Amaurose
Gegenüber dem Begriff „Blindheit“ bezeichnet der medizinische Fachausdruck Amaurose ausschließlich die vollständig fehlende Lichtscheinwahrnehmung eines oder beider Augen bei Verlust jeglicher optischer Reizverarbeitung (Vollblindheit).

## Ursachen und Verbreitung

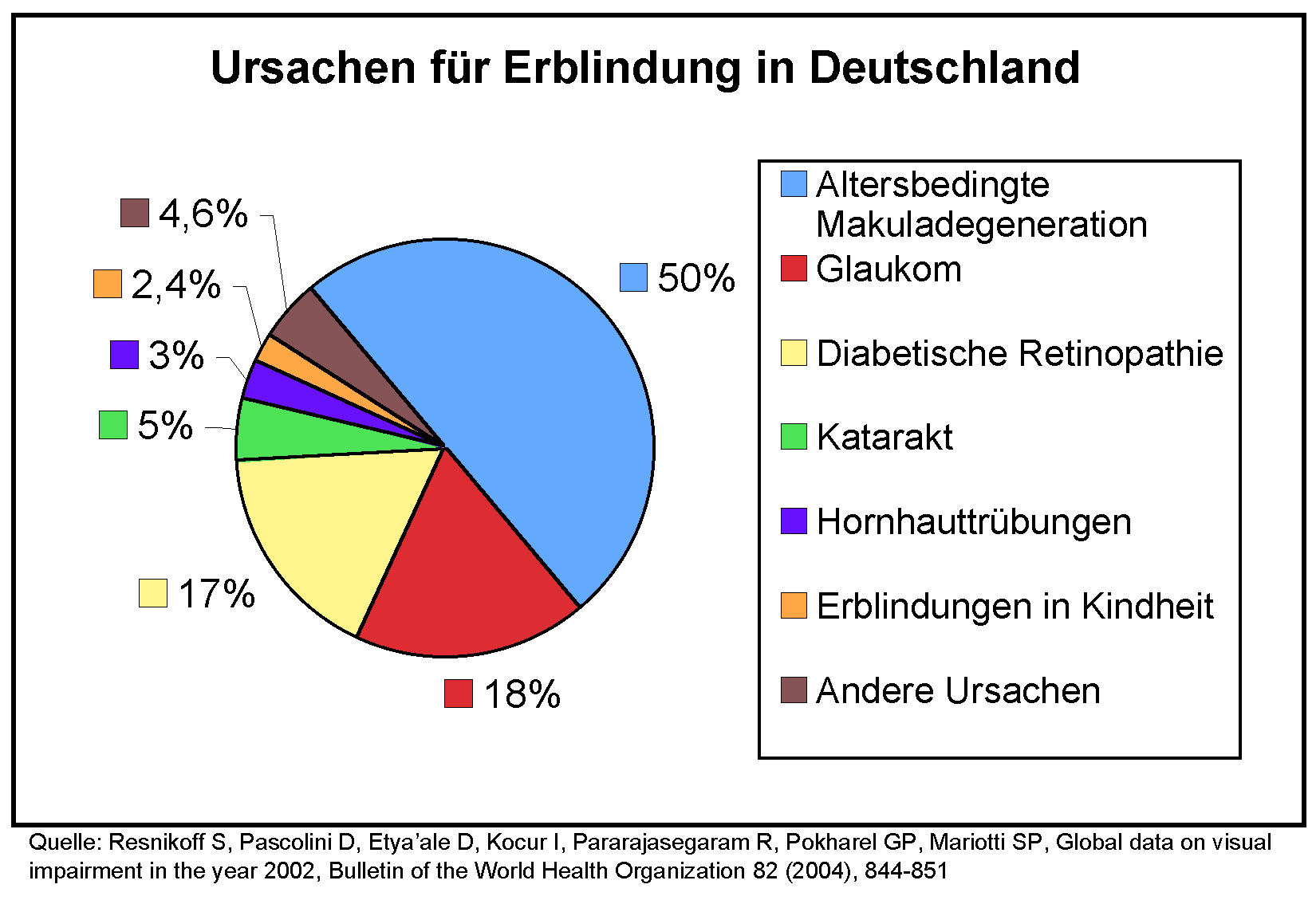
Ursachen für Erblindung in Deutschland

Grundsätzlich kann jede Störung einer Struktur des visuellen Systems zu einer Erblindung führen.
- angeborene Blindheit
  - fehlende Elemente des Sehapparates
  - fehlende Verbindung zwischen Auge und Gehirn
- frühkindlich entwicklungsbedingte Blindheit
  - ungenügende Ausdifferenzierung der kortikalen Sehstrukturen (Amblyopie), z. B. durch Schielerkrankung (Strabismus)
  - juveniles Glaukom
- genetische Veranlagungen, die im Laufe des Lebens zur Erblindung führen können (z. B. Retinopathia pigmentosa, juvenile Makuladegeneration, hereditäre Optikusatrophie, Bietti-Kristalldystrophie)
- erworbene Blindheit
  - altersbedingte Makuladegeneration (AMD) als häufigste Ursache in Industrieländern, in D etwa 50 %
  - Trübung der brechenden Medien (bspw. Grauer Star, Verletzungen oder Degeneration der Hornhaut)
  - Diabetes, in D etwa 17 %
  - akuter oder chronischer grüner Star (Glaukom), in D etwa 20 %
  - Netzhautablösung
  - Folge eines Schlaganfalls
  - Embolien oder Thrombosen der versorgenden Blutgefäße
  - Verletzungen
  - Infektionen (etwa eine bakterielle Entzündung wie z. B. ein Trachom oder auch eine Herpes-Infektion der Netzhaut)
  - Tumoren (wie z. B. Aderhautmelanome oder Retrobulbärtumore)
  - Erkrankungen des Glaskörpers
  - Intoxikationen (bspw. durch die Einnahme von Methanol)

Eine weitere Ursache für Blindheit kann zudem die Mutation des Gens Mark3 darstellen. Eine Veränderung dieses Gens verhindert die vollständige Entwicklung der Augen und sorgt für strukturelle Veränderungen und visuelle Beeinträchtigung bei Menschen.
Nach dem WHO-Report von 2004 leben in Deutschland 164.000 (0,2 %) blinde und 1.066.000 (1,3 %) sehbehinderte Menschen. In Deutschland erblinden jährlich ca. 10.000 Menschen neu (Inzidenz 12,3/100.000) und ca. 160 Kinder werden blind geboren (2 von 10.000). Während es zwischen 1990 und 2002 nur zu einem moderaten Anstieg der Blindheit um 9 % gekommen ist, konnte ein Anstieg von Sehbehinderungen um 80 % registriert werden. Dies ist vor allem auf die erhöhte Lebenserwartung zurückzuführen. Während bei Menschen bis zum 39. Lebensjahr die Optikusatrophie als häufigste Erblindungsursache gilt, ist dies in der Altersgruppe vom 40. bis 79. Lebensjahr die Diabetische Retinopathie und ab dem 80. Lebensjahr die altersbedingte Makuladegeneration, gefolgt vom Glaukom. Da 48 % aller Erblindungen ab dem 80. Lebensjahr auftreten, ist die altersbedingte Makuladegeneration insgesamt die häufigste Ursache für Erblindung in Deutschland. 68 % aller Neuerblindungen betreffen Frauen. Hauptgrund dafür dürfte sein, dass Frauen aufgrund ihrer wesentlich höheren Lebenserwartung in dieser Altersgruppe überproportional vertreten sind.

## Weitere Erschwernisse und Beeinträchtigungen
Blindheit geht immer mit einer Einschränkung des räumlichen Orientierungsvermögens einher. Dieses kann aber auf akustische und taktile Weise erweitert werden. Eine Reihe blindenspezifischer Hilfsmittel erleichtert das tägliche Leben, jedoch können diese in mehrerlei Hinsicht zu gewisser Abhängigkeit führen. Eine unabhängige, selbständige Lebensführung ist Ziel der meisten Betroffenen; häufig bleibt jedoch eine relative Hilfsbedürftigkeit bestehen. Oft führen mangelnde Bildungsmittel, Berufschancen reduzierte autonome Mobilität und Sozialkontakte zu Problemen, die sich in sozialem Rückzug ausdrücken können. Verstärkt werden diese Umstände oft durch ein Bild in der Öffentlichkeit, das häufig von Vorurteilen und Unkenntnis geprägt erscheint.
Eine infrastrukturelle, gesellschaftliche und kulturelle Öffnung gegenüber den Bedürfnissen von Menschen, die visuell beeinträchtigt sind, ist für alle Menschen von Bedeutung. Ein Vorbild dafür ist die Stadt Marburg mit der dort ansässigen Blindenstudienanstalt, die seit Jahrzehnten bei der Förderung und Ausbildung von Menschen, die blind oder sehbehindert sind, beispielhaftes leistet. Wesentlich dabei sind nicht nur das Vorhandensein entsprechender Hilfsmittel wie Ampelanlagen mit akustischer Signalgebung oder Speisekarten in Brailleschrift, sondern auch die Umsetzung einer konsequenten Inklusion aller Menschen von Anfang an und die Einbeziehung unterschiedlicher Bedürfnisse in das gesamte infrastrukturelle, gesellschaftliche, kulturelle und städtebauliche Gefüge einer Stadt.

## Schulung, Medien und Hilfsmittel

### Förderung
Da therapeutische Optionen in Fällen von Blindheit häufig nicht bestehen, kommt spezifischen Schulungsmaßnahmen (Rehabilitation) eine große Bedeutung zu. Ziel ist hierbei vor allem, blinden Menschen eine selbständige und eigenverantwortliche Lebensführung zu ermöglichen, die allgemein als höhere Lebensqualität empfunden wird.
Insbesondere bei blinden und sehbehinderten Kindern ist eine Frühförderung, die gleich nach der Geburt einsetzt, von entscheidender Bedeutung. Später sollte diese entweder im Rahmen von spezialisierten Kindergärten und Förderschulen oder integriert in Regelkindergärten und Regelschulen weitergeführt werden. Frühförderung ist eine sichere Voraussetzung, um die intellektuelle Entwicklung, Eigenständigkeit und die beruflichen Chancen eines Menschen, der blind geboren oder früh erblindet ist, erfolgreich gestalten zu können.
Siehe auch: Deutsche Blindenstudienanstalt, Blindenanstalt Nürnberg, Nikolauspflege,
Berufsförderungswerk Würzburg, Blindeninstitutsstiftung, Anderes Sehen

### Medien
Die 1825 von Louis Braille entwickelte Punktschrift, die sogenannte Brailleschrift, ermöglicht blinden Menschen das Lesen und Schreiben von Texten. Andere Blindenschriftsysteme wurden fast vollständig von der Brailleschrift verdrängt. Das Schreiben von Texten ist z. B. mit einer Punktschriftmaschine wie dem Perkins-Brailler möglich. Die erste Schreibmaschine für Punktschrift wurde bereits 1899 von Oskar Picht erfunden. Es gibt heute auch Braillezeilen und Braille-Drucker für den PC.
Für die taktile Darstellung der Blindenschrift werden Texte manuell mit speziellen mechanischen Punktschriftmaschine in Papier geprägt oder es werden digitale Texte mittels Software in die entsprechenden Braillezeichen gewandelt. Diese können dann auf einem elektronischen Brailledrucker oder einem elektronischen Braille-Display ausgegeben werden. Dynamische Braille-Displays sind mit 1 (Tetragon) bis gleichzeitig 360 Zeichen (Canute360) verfügbar. Da auf ein DIN-A4-Blatt pro Seite nur etwa 600 bis 840 Zeichen passen und die geprägten Punkte auf beiden Seiten etwa 0,35 Millimeter herausragen, sind Publikationen in Punktschrift etwa 25 mal voluminöser als in Schwarzschrift.
Blindenbüchereien und gemeinnützige Vereine produzieren, verkaufen und verleihen Bücher, Zeitschriften und Texte im Audio- und Punktschriftformat. Im deutschsprachigen Raum haben diese Bibliotheken und Vereine sich zur Mediengemeinschaft für blinde und sehbehinderte Menschen, kurz Medibus, zusammengeschlossen. Es sind lediglich dreizehn Kinderbücher als taktile Bilderbücher, Leselernbücher oder Sachbücher für Vorschulkinder im deutschsprachigen Raum verfügbar. Darüber hinaus gibt es wenige Foliensammlungen in Aktenordnern. Das verbreitetste Ausleihmedium sind Tonträger. Der Versand erfolgt portofrei als Blindensendung. Früher wurden Hörbücher und Hörzeitschriften auf heute veralteten Kompaktkassetten verliehen, zwischen 2004 und 2010 wurde auf CDs im DAISY-Format umgestellt. DAISY ist der Name eines weltweiten Standards für navigierbare und barrierefrei zugängliche Multimedia-Dokumente. Die Abkürzung DAISY steht für „Digital Accessible Information System“. Auch kommerzielle Hörbücher ermöglichen blinden Menschen einen Zugang zur Literatur.
Die öffentlich-rechtlichen Fernsehsender in Deutschland und der Streamingdienst Netflix senden Filme im Zweikanalton, bei denen auf dem zweiten Kanal per Audiodeskription die Handlung erzählt wird.
Diese Methode wird auch in Kinofilmen eingesetzt, häufig über Kopfhörer, man spricht dann von einem Hörfilm.
Filme mit Audiodeskription können auch im Kino gemeinsam mit Sehenden konsumiert werden, wenn dafür die Tonspur der Audiodeskription in der Smartphone-App Greta vorliegt. Das Smartphone orientiert sich über das Mikrofon am laufenden Film und synchronisiert dann die Tonspur der Audiodeskription, die der blinde Kinobesucher über Bone Conduction Kopfhörer oder auch In-Ohr-Kopfhörer mithören kann.
Tastgrafiken auf Schwellpapier und Taktile Karten helfen blinden Menschen, Bilder und räumliche Verhältnisse zu „begreifen“. In bekannten Bauwerken, Altstädten und Museen werden manchmal ertastbare Modelle der Anlage bzw. Gebäude aufgestellt.
Daneben senden einige lokale Hörfunksender im deutschsprachigen Raum regionale Nachrichten für Sehbehinderte, bei denen örtliche Zeitungen vorgelesen werden. Vor allem im englischsprachigen Ausland gibt es darüber hinaus den sogenannten Radio Reading Service (deutsch: Radio-Vorlese-Dienst), in dem in der Regel ganztägig Nachrichten und Literatur für Sehbehinderte oft live vorgelesen werden. Einige dieser Dienste sind per Live-Stream auch bei uns über das Internet zu empfangen.
Der Podcast hat sich zum beliebten Medium für Unterhaltung und Informationsaustausch über das Internet etabliert.

### Computernutzung
Blinde Menschen können Computer mit Hilfe einer sogenannten Screenreader-Software für Windows wie COBRA oder JAWS oder den kostenlosen NVDA und für Apple Computer mit dem bereits im System integrierten VoiceOver bedienen. Screenreader stehen auch für Smartphones auf Basis der Betriebssysteme Google Android und Apple iOS zur Verfügung und bieten dadurch die Möglichkeit, Kommunikations- und Navigationssoftware auch unterwegs zu nutzen. Der Bildschirminhalt und die Bedienelemente werden von einer Sprachausgabe vorgelesen oder in Punktschrift auf einer Braillezeile ausgegeben. Auf der PC-Tastatur wird im Zehnfingersystem geschrieben und die Navigation erfolgt mittels Tastenkombinationen und den Cursortasten anstatt mit einer Maus. Auf Papier gedruckte Texte wie Bücher und Briefe können mit einem Scanner und einer Texterkennungssoftware gelesen werden. Blinde Internet-Nutzer sind auf eine barrierearme Gestaltung angewiesen und profitieren von Webseiten mit Bildbeschreibungen.
Da viele Menschen erst im hohen Alter erblinden und Schwierigkeiten beim Erlernen der Bedienung eines PCs haben, gibt es spezielle Vorlesesysteme, mit denen gedruckte Texte einfach erfasst, gespeichert und vorgelesen werden können.

### Mobilität

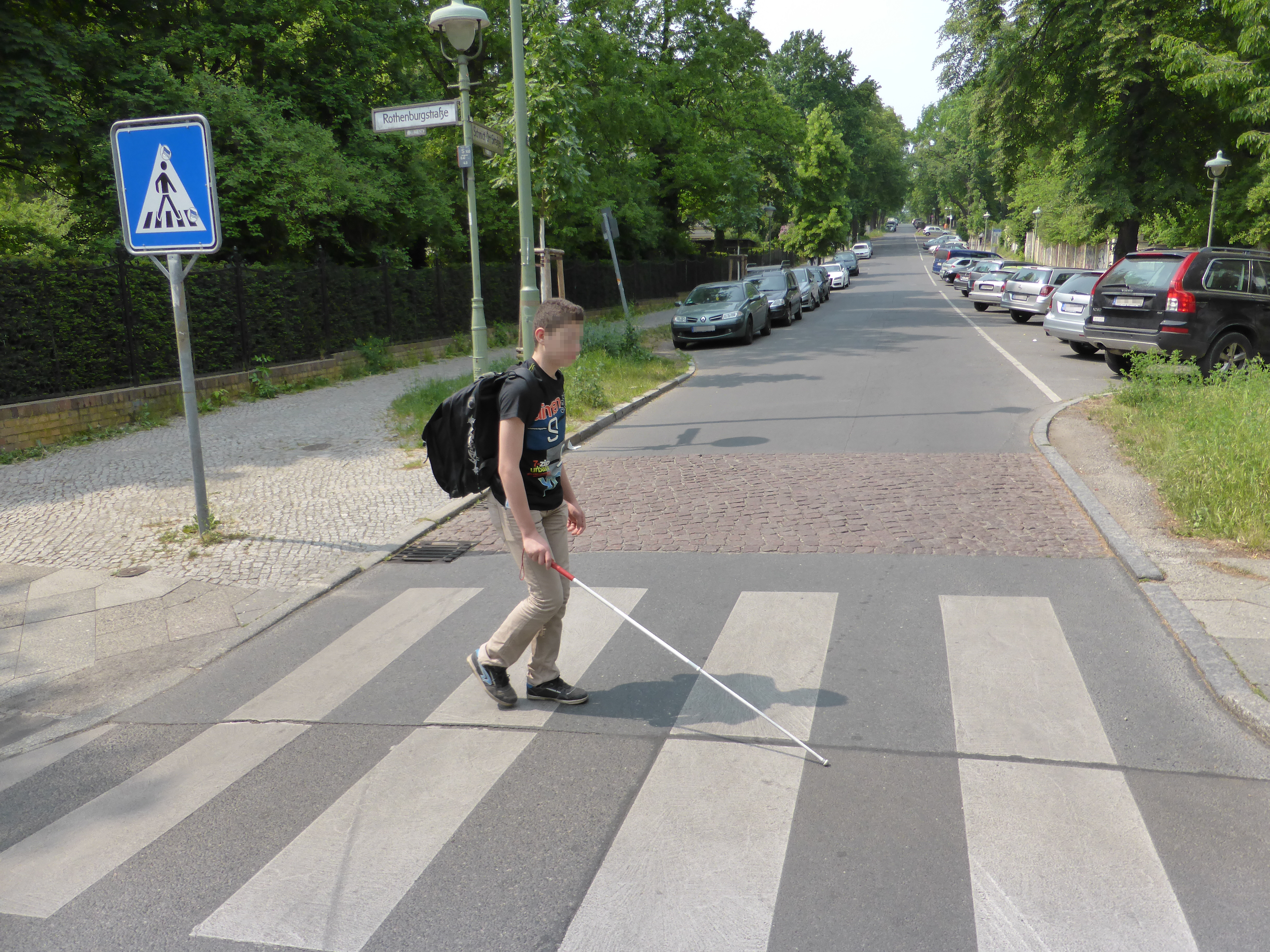
Blinder beim Überqueren eines Fußgängerüberwegs mit einem Langstock

Blinde Menschen können sich nach einem Orientierungs- und Mobilitätstraining (O&M) einigermaßen selbständig in ihrer Umwelt zurechtfinden. Ein ähnliches Angebot besteht für den Bereich der Lebenspraktischen Fertigkeiten (LPF). Der richtige Gebrauch eines weißen Langstocks schützt vor Zusammenstößen und Abstürzen und kann zur Orientierung im Nahbereich wertvolle Informationen liefern, ebenso das Gehör und der Geruchssinn. Von Geburt an blinde Menschen verfügen dabei über einen gewissen Vorteil gegenüber später Erblindeten, höchstwahrscheinlich, weil sie dafür neuronale Kapazitäten des visuellen Kortex (Sehrinde) im Gehirn mitnutzen: Diese sog. aktive menschliche Echoortung kann das Sehen mit den Augen teilweise imitieren.

#### Frühförderung
Für die erfolgreiche Entwicklung eines Kindes, das blind geboren wurde, ist es von entscheidender Bedeutung, alle Entwicklungsstufen und -schübe analog zu sehenden Kindern altersadäquat zu ‚durchlaufen‘. Meistens müssen Kinder, die sehbehindert oder blind sind, während der sensiblen Phasen gezielt gefördert werden, da sonst eine mit sehenden Kindern vergleichbare Entwicklung bedroht sein kann. Darüber hinaus sollte die Fähigkeit zur passiven und aktiven Echoortung durch frühes und regelmäßiges Training verbessert werden, sie stellt aber nur einen Teilaspekt der gezielten Förderung von Kindern, die blind oder sehbehindert sind, dar: Die Wahrnehmungsförderung spielt im Allgemeinen die zentrale Rolle in der Frühförderung von Kindern mit Sinneseinschränkungen, speziell die Förderung des Raumverständnisses. Eine Pionierin auf diesem Gebiet ist die dänische Psychologin Lilli Nielsen, die seit Jahrzehnten wissenschaftlich auf diesem Fachgebiet forscht, publiziert und auch diesbezügliche Förder-Materialien entwickelt hat. Seit 2011 findet in Deutschland der blinde Entwicklungspsychologe und in Sonderpädagoge Daniel Kish mediale Beachtung, der zudem Schulungspläne für Kleinkinder entwickelt hat, die einen neuen Standard in der Frühförderung und im Mobilitätstraining darstellen sollen.

#### Tiere
Auf vertrauten Wegen oder in bekanntem Terrain können blinde Menschen sich wesentlich besser orientieren als in gänzlich unbekannter Umgebung. Blindenführhunde führen ihre Halter auf dem optimalen Weg und weichen Hindernissen aus. Sie suchen und finden auf Kommando einzelne Wegziele wie Ampelpfosten, Briefkästen, Hauseingänge oder freie Sitzplätze in öffentlichen Verkehrsmitteln.
Es gibt Versuche, Pferde der Rasse Falabella zu Blindenführtieren auszubilden. Vereinzelt sind die Tiere bereits im Einsatz.

#### Satellitengestützte Navigation
Satellitengestützte Navigation und raumbezogene Informationssysteme, die mit blind bedienbaren Mobilgeräten genutzt werden können, stellen eine große Chance für die Verbesserung der Mobilität und Lebensqualität blinder Menschen dar. Als erste satellitengestützte Navigationshilfen wurden im deutschsprachigen Raum die freie Software Loadstone-GPS und das kommerzielle Produkt Wayfinder Access genutzt. Das freie Programm läuft auf höherwertigen Nokia-Mobiltelefonen, die mittels einer Screenreader-Software für blinde Menschen bedienbar sind. Die Informationen des Bildschirms werden von einer Sprachausgabe über den Lautsprecher ausgegeben.
Neben Navigationssystemen wie Kapten Plus oder Trekker Breeze gibt es einige Apps für Smartphones wie das Apple iPhone, die mittels Screenreadern wie VoiceOver von Blinden genutzt werden können.

#### Taktile Bodenleitsysteme

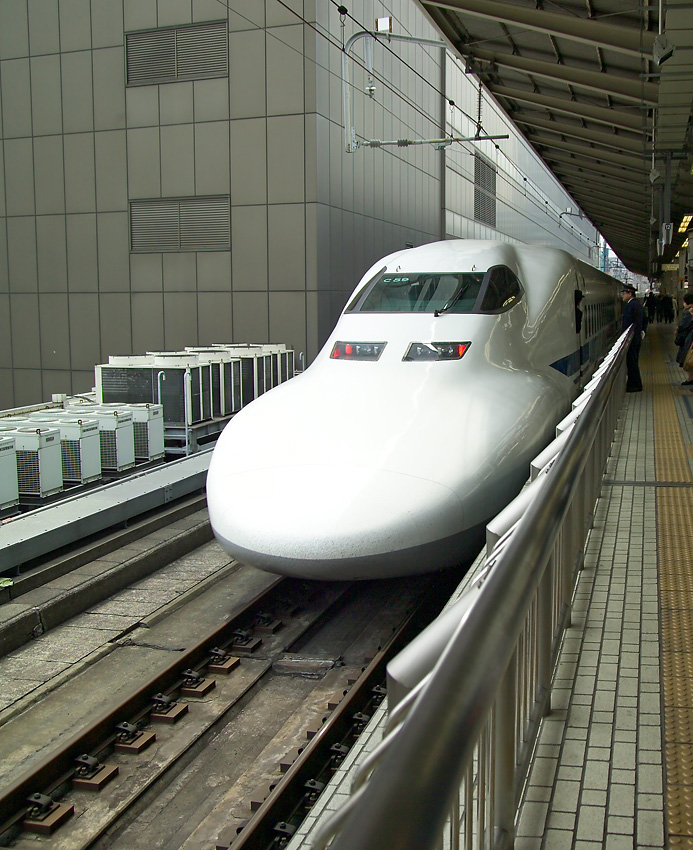
Die gelben Kunststoff-Bodenplatten (rechts außen) sind in Tokio auf sämtlichen Fußwegen mit unterschiedlichen Noppen vor Abzweigungen, Treppen, Straßenübergängen usw.

Bodenindikatoren wie Rillen- und Noppenpflaster sollen blinde Langstock-Nutzer bei der Orientierung und Navigation auf Plätzen, Straßen, Gehwegen und in Bahnhöfen oder anderen öffentlichen Gebäuden unterstützen. Werden neben diesen taktilen Markierungsstreifen auch noch andere Hilfen wie Beschriftungen in Brailleschrift und Sprachansagen in Fahrstühlen bereitgestellt, spricht man von einem Blindenleitsystem. Verkehrsampeln mit akustischen oder vibrierenden Signalen und vorschriftsmäßig abgesicherte Baustellen und Bodenöffnungen machen die Teilnahme am Straßenverkehr für blinde Fußgänger weniger gefährlich.

#### Kenntlichmachung

Die drei schwarzen Punkte auf einer gelben Blindenbinde

Blinde Verkehrsteilnehmer können sich durch einen weißen Blindenlangstock, durch ein gelbes Abzeichen, insbesondere eine Armbinde mit drei schwarzen Punkten und/oder durch die Begleitung eines Führhundes im weißen Führgeschirr kennzeichnen. Das bewahrt die anderen Verkehrsteilnehmer vor dem ansonsten allgemein berechtigten Vertrauen darauf, dass sie etwa die Verkehrszeichen sehen und beachten werden, und gebietet ihnen zugleich besondere Rücksichtnahme. Eine gesetzliche Verpflichtung zu einer bestimmten Kennzeichnung gibt es nicht. Andere Verkehrsteilnehmer dürfen solche Kennzeichen im Straßenverkehr nicht verwenden.

### Allgemeine Hilfsmittel

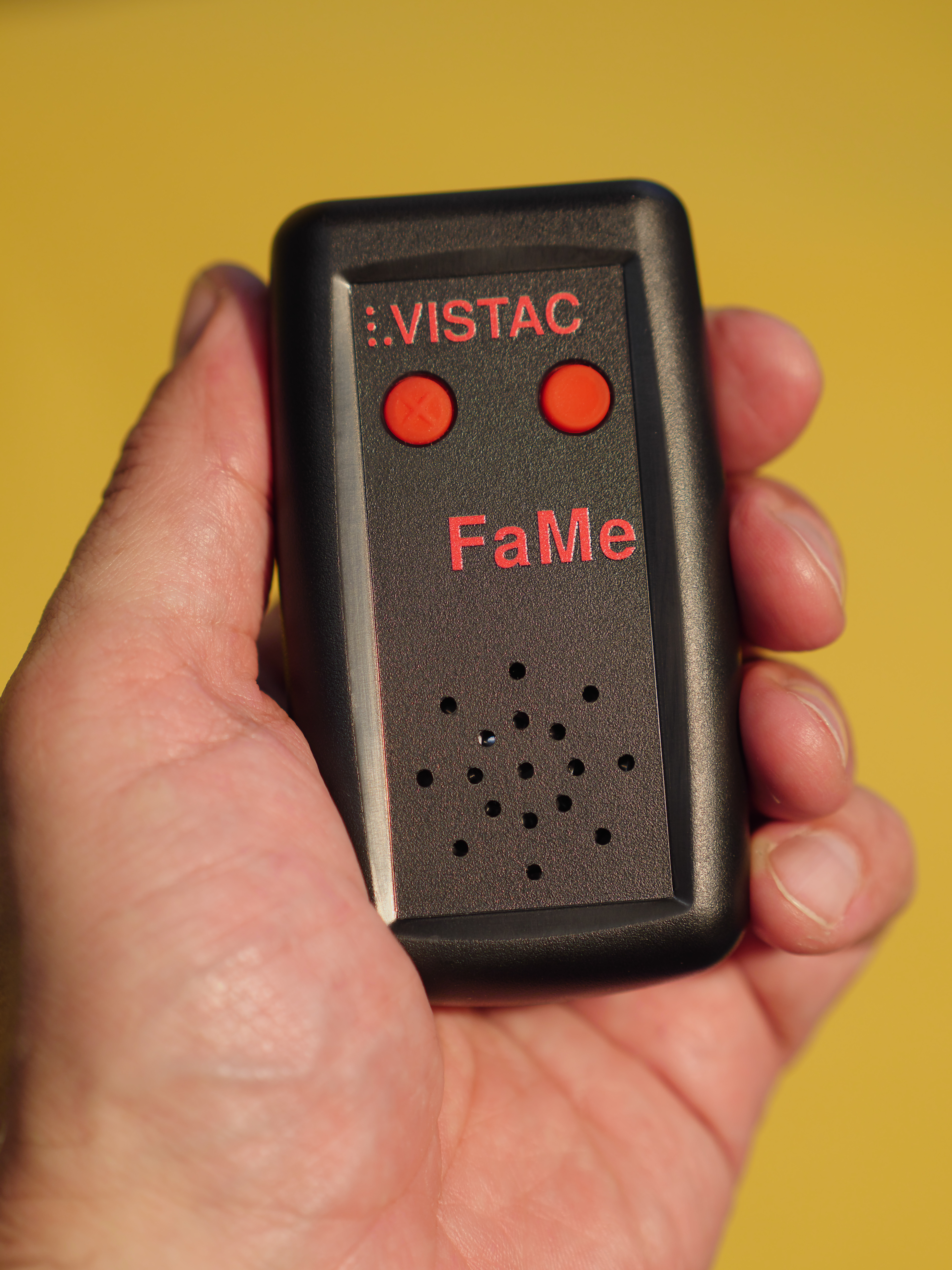
Elektronisches Farbmessgerät für Sehbehinderte und Blinde mit Sprachausgabe über einen Lautsprecher

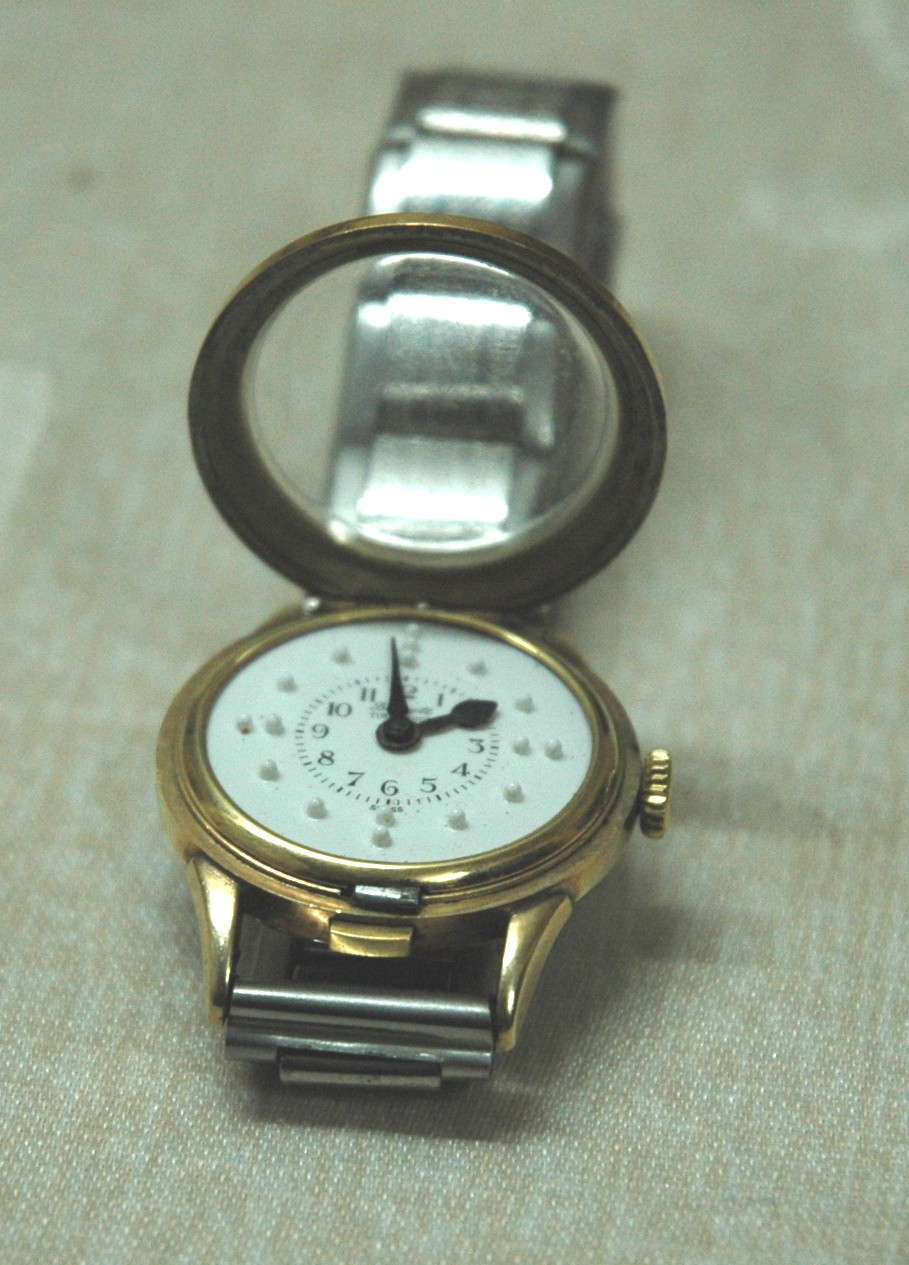
Auf einem hellbraunen Tuch liegt eine etwas altmodisch anmutende Blindenuhr. Sie hat ein Gliederarmband aus hellem Metall und ein rundes Messinggehäuse mit ebensolcher Krone. Das weiße Ziffernblatt ist mit einem gewölbten Glasdeckel abgedeckt, der in einen Messingring gefasst ist. Der Deckel wurde nach hinten hochgeklappt, sodass das Ziffernblatt nun frei liegt. Es zeigt in einem inneren Kreis in schwarzen, arabischen Ziffern die Zahlen 1 bis 12, in einem äußeren Ring sind die Positionen dieser Ziffern durch hochstehende, punktförmige Stiftchen ertastbar. Dabei stehen drei Punkte für die 12; jeweils zwei Punkte für 3, 6 und 9; die übrigen Ziffern haben einen Punkt. Die schwarzen Zeiger überstreichen die schwarzen Zahlen und die Punkte, sie zeigen eine Minute vor zwei Uhr.

Für das alltägliche Leben gibt es viele verschiedene Hilfsmittel.
Das fängt an bei einfachen Dingen wie taktilen oder sprechenden Uhren, Diktiergeräten, Geldscheinprüfern oder Münzsortierboxen für den eigenständigen Umgang mit Bargeld und geht über angepasste Haushaltsgeräte wie einem Mikrowellengerät mit Sprachausgabe bis hin zu sprechenden Messbechern, Waagen, Farbmessgeräten, Fieberthermometern, Blutdruck- oder Blutzuckermessgeräten für Diabetiker sowie kleinen elektronischen Geräten zum Kennzeichnen von Gegenständen wie Compact Disks mit Barcode- oder RFID-Etiketten mit jeweils einer eigenen Sprachaufnahme. Schon seit geraumer Zeit gibt es Skatkarten, die mit einer Plastikfolie überzogen sind, sodass Sehende wie gewohnt spielen und Blinde die Karten gleichzeitig ertasten können. Eine Wahlschablone ermöglicht die unabhängige Teilnahme an politischen Wahlen.

### Schul-Hilfsmittel
Damit die Teilnahme eines blinden Kindes in der Schule erfolgreich ist, braucht es verschiedene Hilfsmittel.
Einige wichtige Blindenhilfsmittel, die in der Schule von Bedeutung sind: Braillezeile, Screenreader, Punktschriftmaschine, Schwellpapiergerät, sprechende Waage, sprechender Thermometer, tastbare Uhr, Kompass für Blinde, Würfel für Blinde zum Ertasten, tastbare Lineale und Maßbänder, geometrische Grundformen, tastbare Landkarten, tastbarer Globus, Klingelball für Bewegung und Sport.

### Sonstiges
Blinde Menschen verfügen in der Regel über einen überdurchschnittlich trainierten Tastsinn. Diese besondere Fähigkeit wird für die Früherkennung von Brustkrebs genutzt. Im Rahmen des in Nordrhein-Westfalen angesiedelten Modellprojektes „Discovering hands“ (Entdeckende Hände) wurde der Ausbildungskurs der Medizinischen Tastuntersucherin geschaffen.
In Deutschland gibt es mehrere gemeinnützige Organisationen, die sich um die Bekämpfung von Blindheit in Entwicklungsländern bemühen. So hat sich beispielsweise die Christoffel-Blindenmission unter anderem zur Aufgabe gemacht, in den betroffenen Ländern erblindeten Menschen zu helfen und Präventionsarbeit zu leisten.

## Schlafstörungen bei blinden Menschen
Bei blinden Menschen, die den Hell-Dunkel-Wechsel nicht wahrnehmen können, kommt es häufig zu zirkadianen Schlaf-Wach-Rhythmusstörungen vom Typ freilaufender Rhythmus und anderen Schlaf-Wach-Rhythmusstörungen, da die Synchronisierung der im Volksmund „innere Uhr“ genannten zirkadianen Rhythmik durch den Zeitgeber Hell-Dunkel-Wechsel nicht richtig funktioniert.

## Sozioökonomische Kosten
Erblindung bedeutet eine gravierende Einschränkung in der Mobilität, der Kommunikation und im Zugang zu Informationen. Dementsprechend sind die Folgekosten der Blindheit immens und können sich gemäß einer österreichischen Untersuchung auf durchschnittlich über 90.000 EUR pro erblindetem erwachsenen Patienten belaufen. Kosten entstehen aus den direkten medizinischen Aufwendungen, Hilfsmitteln wie Blindenhund und den nicht-medizinischen Kosten für zum Beispiel die Anpassung der Wohnung, Pflegegeld, Arbeitsausfall usw. Arbeitsausfälle sind jedoch keine Zwangsläufigkeit; gute Ausbildungsmöglichkeiten und ein inklusiverer Arbeitsmarkt können dem entgegenwirken.

## Simulierte Blindheitserfahrungen Sehender

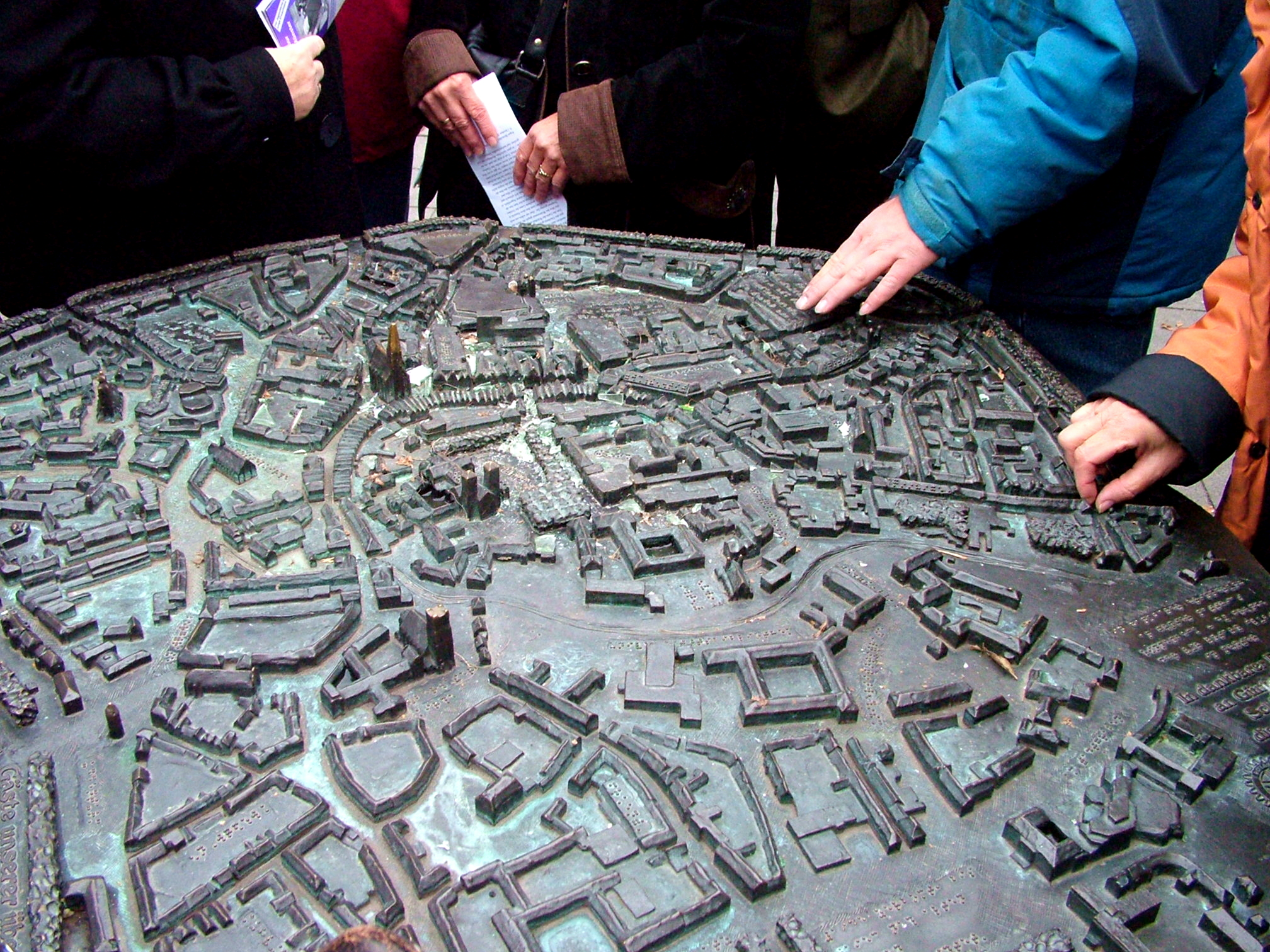
Relief-Stadtplan auf dem Domplatz in Münster, umgebungsbezogen auch auf dem Lamberti- und Überwasserkirchplatz vorhanden

Erlebnisräume wie die Ausstellung Dialog im Dunkeln, das Dialogmuseum oder Dunkelrestaurants bieten sehenden Menschen in geschützter Umgebung eine Selbsterfahrungsmöglichkeit zum Thema Blindheit.
In kultischen Spielen oder Brauchtum in Zusammenhang mit Vermummung durch Nutzung einer Maske wurde Blindheit symbolisiert. Blinde Kuh ist ein heute fast ausschließlich von Kindern gespieltes Gesellschaftsspiel, das seinen Ursprung im 15. Jahrhundert hat.

## Blindheit als sprachliche Metapher
Blindgänger sind Munition wie Granaten oder Bomben, die nach ihrer Verwendung (Abschuss oder Abwurf) nicht oder nicht vollständig explodiert sind. Der Begriff wird auch umgangssprachlich als Beleidigung verwandt.
Im übertragenen Sinne steht das Sehen oft für die Fähigkeit, die Wirklichkeit überhaupt wahrzunehmen. Dieselbe Metapher gilt für das Fehlen der beiden Fähigkeiten:
- „Ich will die Sache im Auge behalten“ oder „Ich will ein Auge darauf haben.“ bedeutet: Ich will dafür sorgen, dass die Sache zufriedenstellend weiterkommt.
- „Liebe macht blind“ bedeutet: Wer liebt, erkennt die Geliebte oder den Geliebten nicht so, wie sie oder er wirklich ist.
- „Dem muss ich mal die Augen öffnen.“ bedeutet: Dem will ich erklären, was wirklich geschieht und womit das zusammenhängt.
- Wenn ein Sachverhalt ganz und gar eindeutig ist, sagt man volkstümlich derb: „Das sieht doch ein Blinder mit (dem) Krückstock.“
- „Unter Blinden ist der Einäugige König“ – selbst etwas oder jemand mit tatsächlich nur unterdurchschnittlichen Eigenschaften auf einem Gebiet übertrifft andere, die solche Eigenschaften überhaupt nicht vorzuweisen haben.
- „Jemand ist politikblind oder wirklichkeitsblind“ bedeutet, dass er die Zusammenhänge in der Politik oder der Wirklichkeit nicht versteht.

### Kritik an der Blindheits-Metapher
„Die waren auf dem rechten (bzw. linken) Auge blind“ weist auf eine parteiische Haltung hin, welche gegenüber der politischen „Rechten“ (bzw. „Linken“) zu Duldsamkeit und Nachsicht neigt.
An dieser Blindheits-Metapher gibt es Kritik sowohl von behinderten Menschen selbst als auch vom Auschwitz-Komitee in der Bundesrepublik Deutschland e. V.

## Blindheit in Kunst, Musik und Literatur

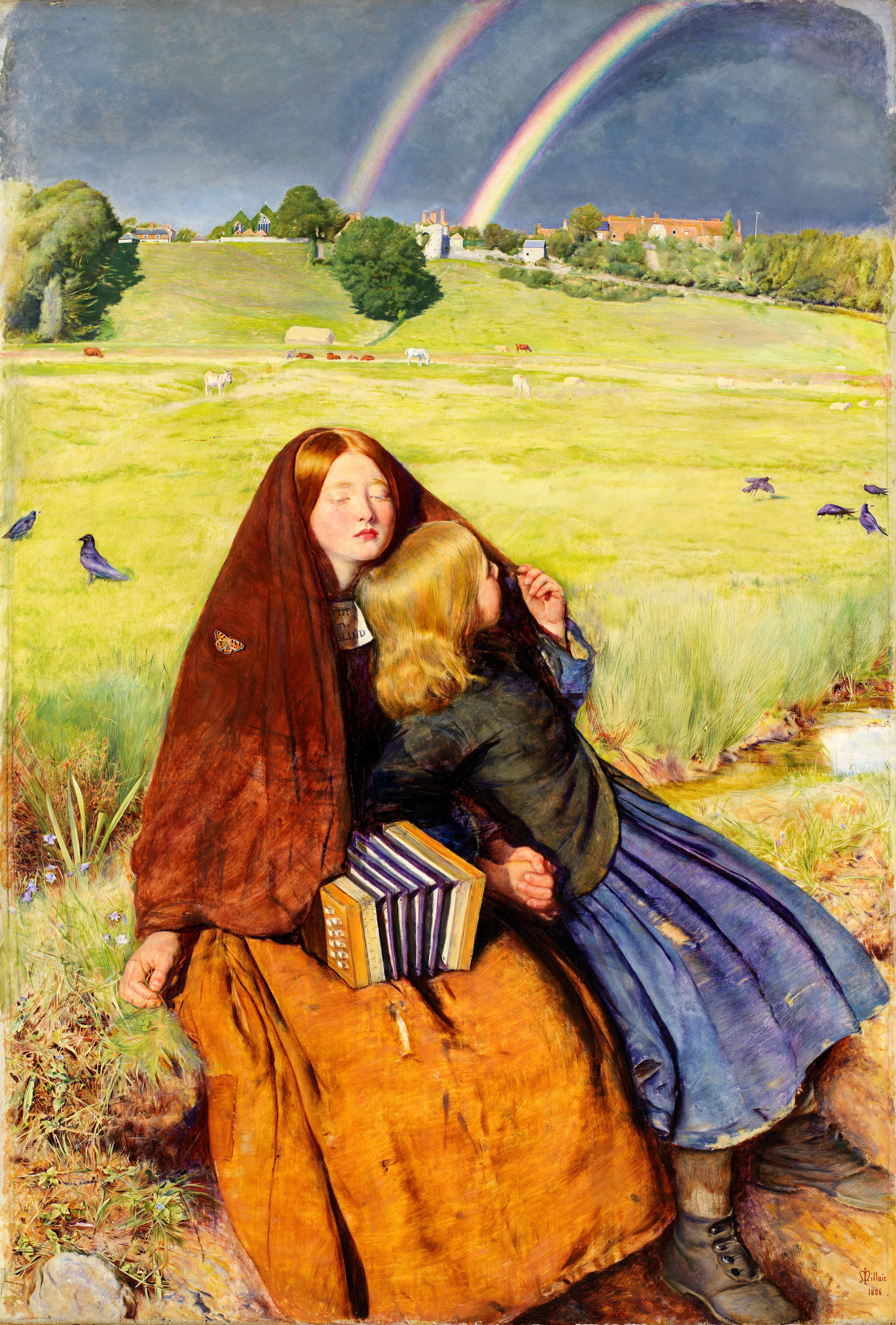
Gemälde „Die junge Blinde“ von John Everett Millais

Blindheit taucht vielfach als Motiv in Mythen, Erzählungen und bildlichen Darstellungen aller Art auf. Aus der griechischen Mythologie sind zum Beispiel der sagenhafte Seher Teiresias und der alte Ödipus bekannt. Die heilige Odilia (Ottilie) und die heilige Lucia von Syrakus werden als Schutzpatroninnen des Augenlichtes bzw. der Blinden verehrt.
Pieter Brueghel der Ältere thematisierte 1568 das Gleichnis vom Blindensturz („Wenn aber ein Blinder den anderen führt, so fallen sie beide in die Grube“, Mt 15,14) in seinem Bild Der Blindensturz.
Joh 9,25 berichtet von der wundersamen Heilung eines Blinden durch Jesus Christus. Der Maler El Greco griff diese Heilung auf; auch in John Newtons berühmtem Lied Amazing Grace wird Blindheit als Metapher verwendet. Lena Valaitis nahm 1981 mit Johnny Blue, einem Lied über einen blinden Jungen, der das Gitarrenspiel lernt, am Eurovision Song Contest teil. 1986 sangen Die Puhdys Blind geboren.
Desgleichen stehen Blinde im Zentrum literarischer Werke (z. B. in Vladimir Nabokovs Roman König Dame Bube, José Saramagos Roman Die Stadt der Blinden oder in Mein Name sei Gantenbein von Max Frisch). Außerdem handeln der Roman Der Duft der Frauen und seine Verfilmungen sowie der Film Erbsen auf halb 6 vom Leben mit Blindheit. Allerdings bedienen sich mediale Darstellungen von Blindheit oft bestimmter Stereotype, was von blinden Personen selbst kritisiert wird. Diese Stereotypisierung wird auch dadurch verstärkt, dass blinde Rollen häufig von sehenden Schauspielern gespielt werden, was als Blind Facing (oder genereller Cripping up) bezeichnet wird.